# Barrage de Lanau
Le barrage de Lanau est un barrage hydroélectrique français qui barre la Truyère dans le département du Cantal, en région Auvergne-Rhône-Alpes.

## Localisation
Dans le sud-est du département du Cantal, le barrage de Lanau retient les eaux de la Truyère, entre les communes de Chaudes-Aigues (rive gauche) et Neuvéglise (rive droite), en amont du village de Lanau. Il est établi en aval du barrage de Grandval et en amont de celui de Sarrans.

## Historique
Sa construction débute en 1960 et sa mise en service s'effectue en 1962.

## Données techniques
C'est un barrage voûte en béton haut de 29 mètres par rapport aux fondations et 24,60 mètres par rapport au lit de la rivière. Il est long de 180 m en crête et sa largeur est de 3,00 m à la base pour 1,30 m en crête.
L'usine hydroélectrique de Lanau est constituée d'un groupe turbine de type Kaplan de 20,5 MW permettant une production annuelle de 46 GWh.

## Lac de retenue

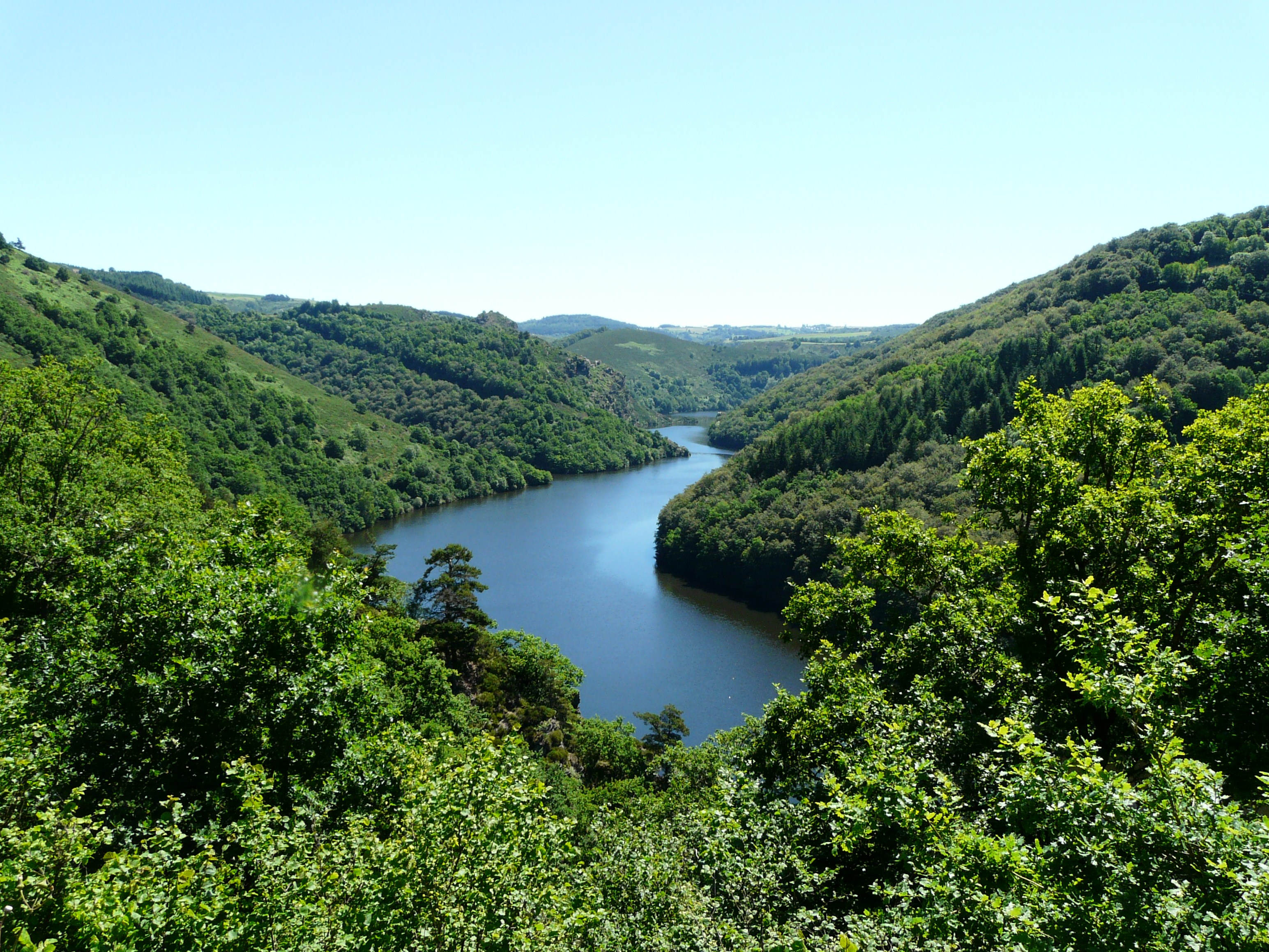
La retenue du barrage entre Neuvéglise et Saint-Martial.

Inclus entièrement dans le département du Cantal, le lac de retenue se situe à 669 m d'altitude et son volume s'élève à 18 millions de mètres cubes d'eau. S'étendant sur 113 hectares, il est long d'environ douze kilomètres.
Le lac arrose cinq communes auxquelles il sert de limite naturelle : Fridefont, Saint-Martial et Chaudes-Aigues en rive gauche, Lavastrie,  et Neuvéglise en rive droite.
Outre la Truyère, plusieurs petits affluents de celle-ci alimentent la retenue en eau : d'amont en aval, le ruisseau de las Costes, le ruisseau de las Fouliauges et le ruisseau de Cordesse, tous en rive droite.

## Galerie de photos

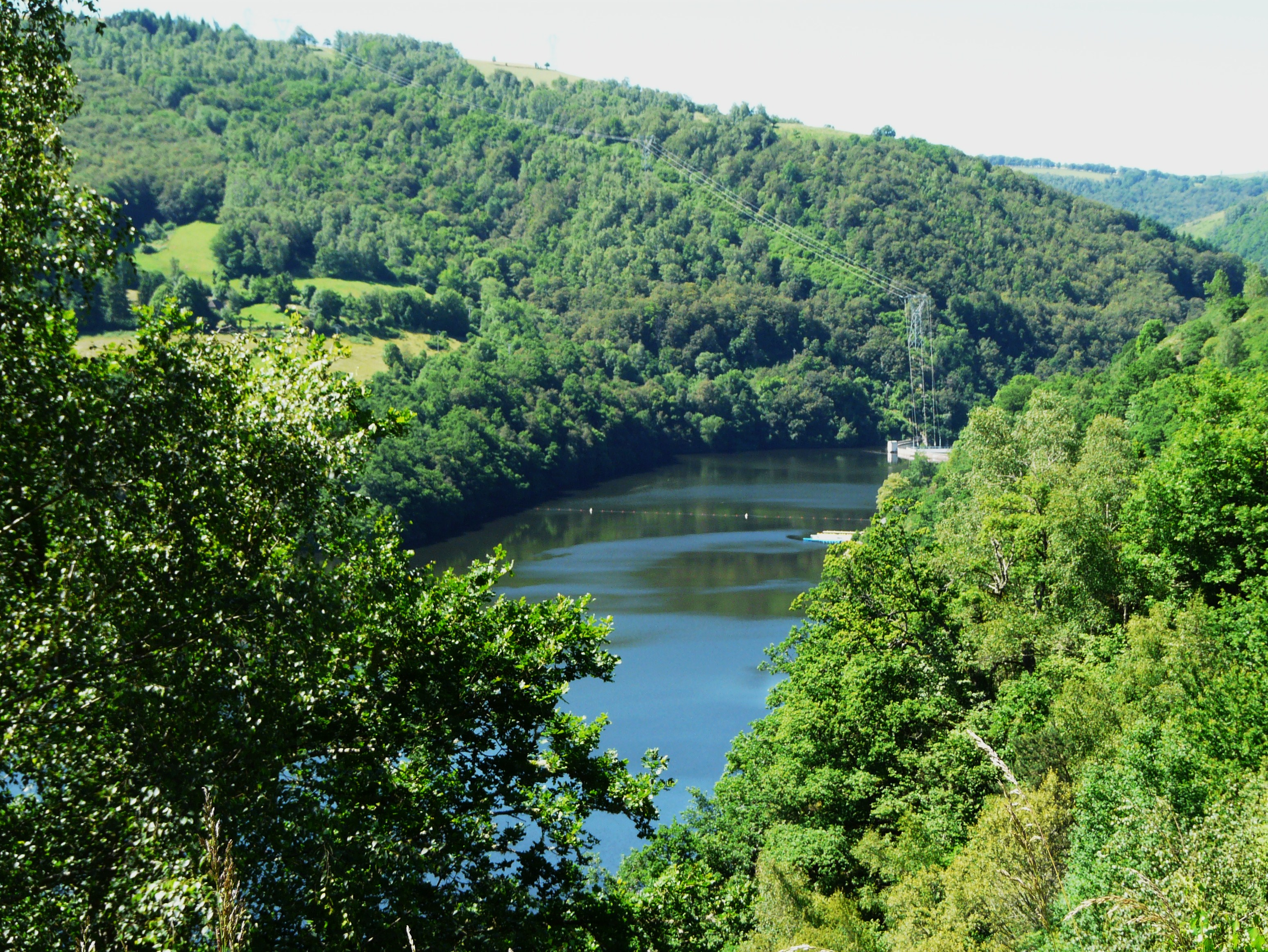
La retenue en amont du barrage.
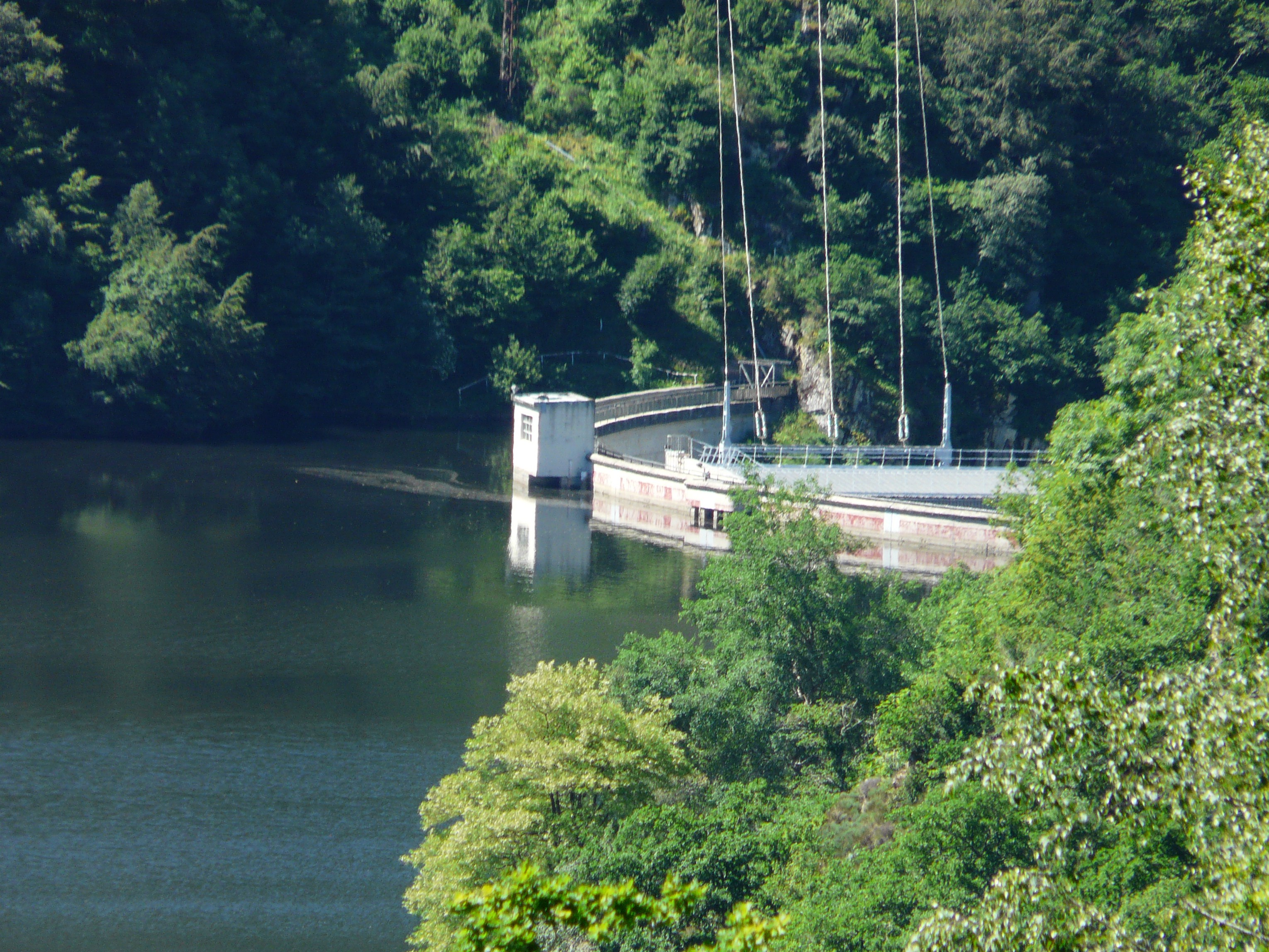
L'amont du barrage.
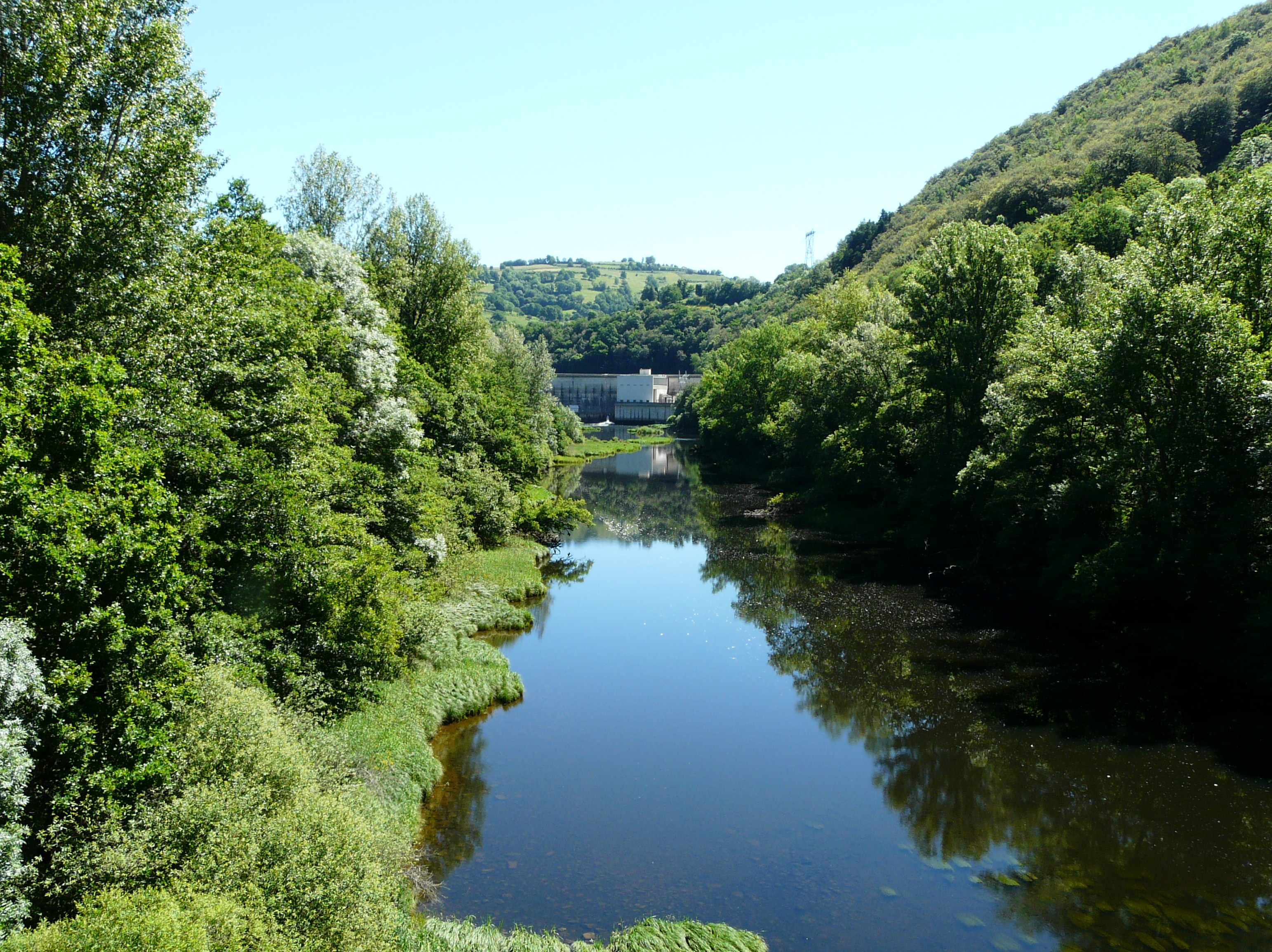
La Truyère en aval du barrage (visible au fond).